# Wohnanlage Reichenau

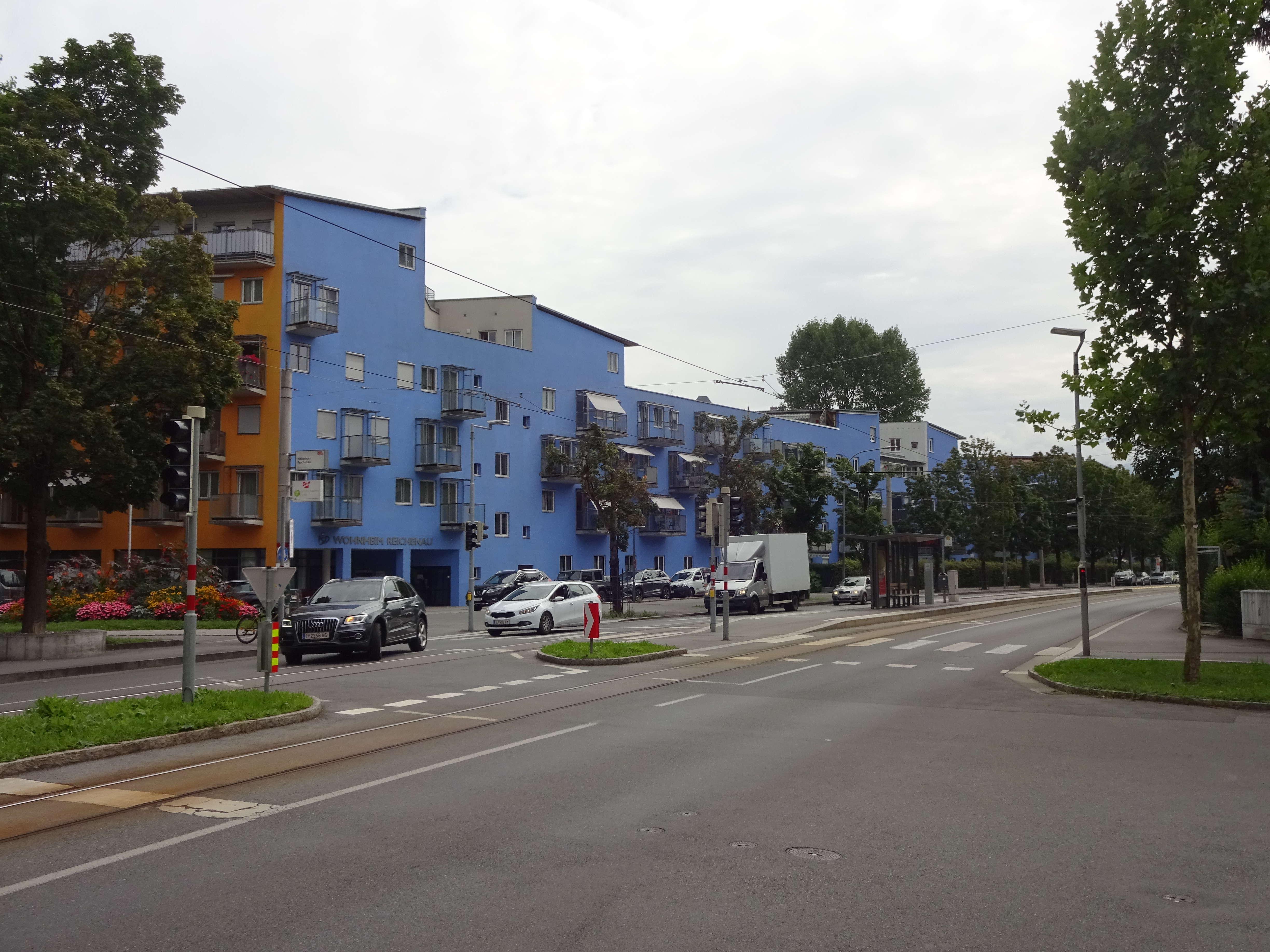
Wohnanlage Reichenau von Westen (Straßenseite)

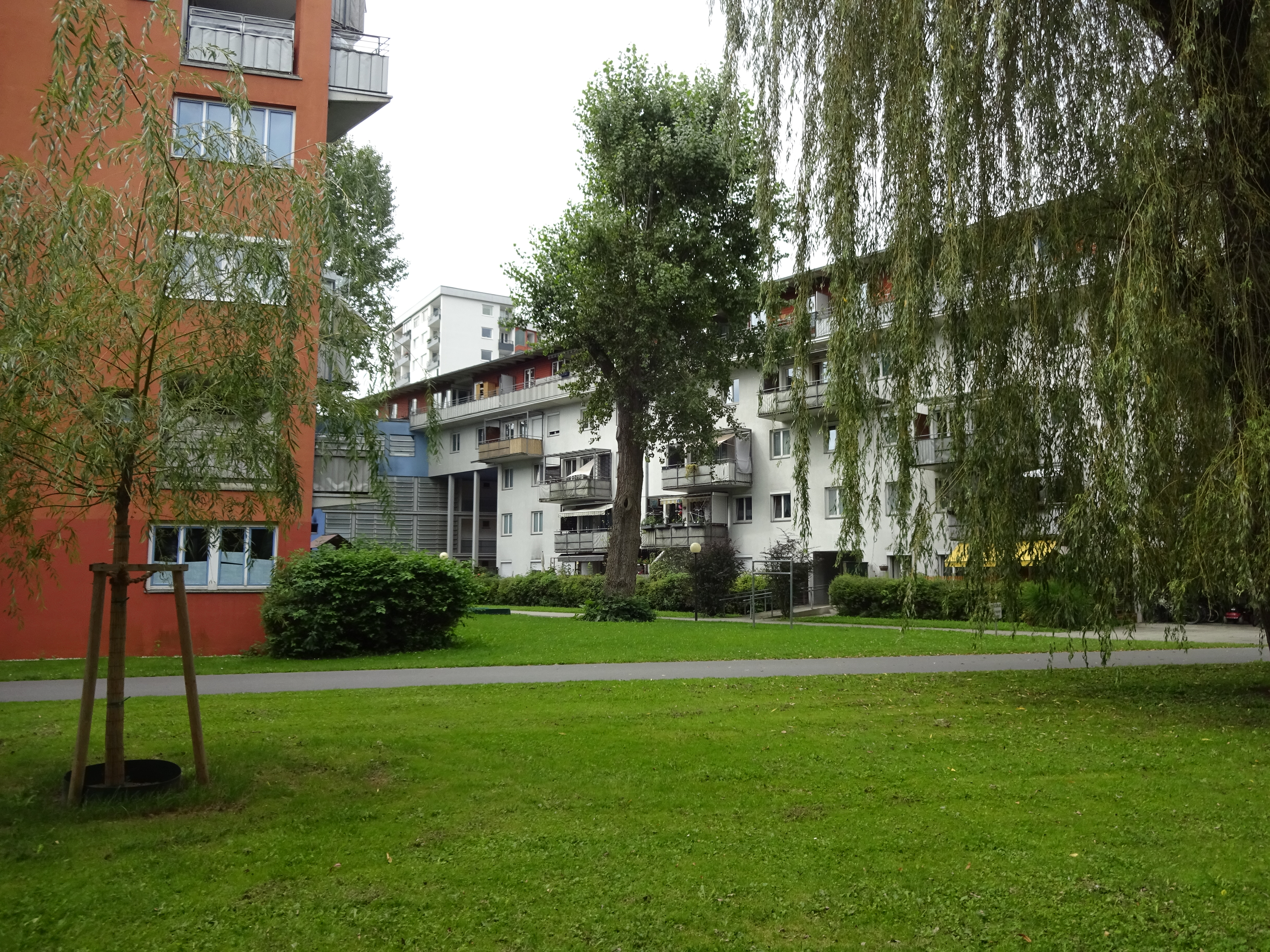
Wohnanlage Reichenau von Norden (Innseite)

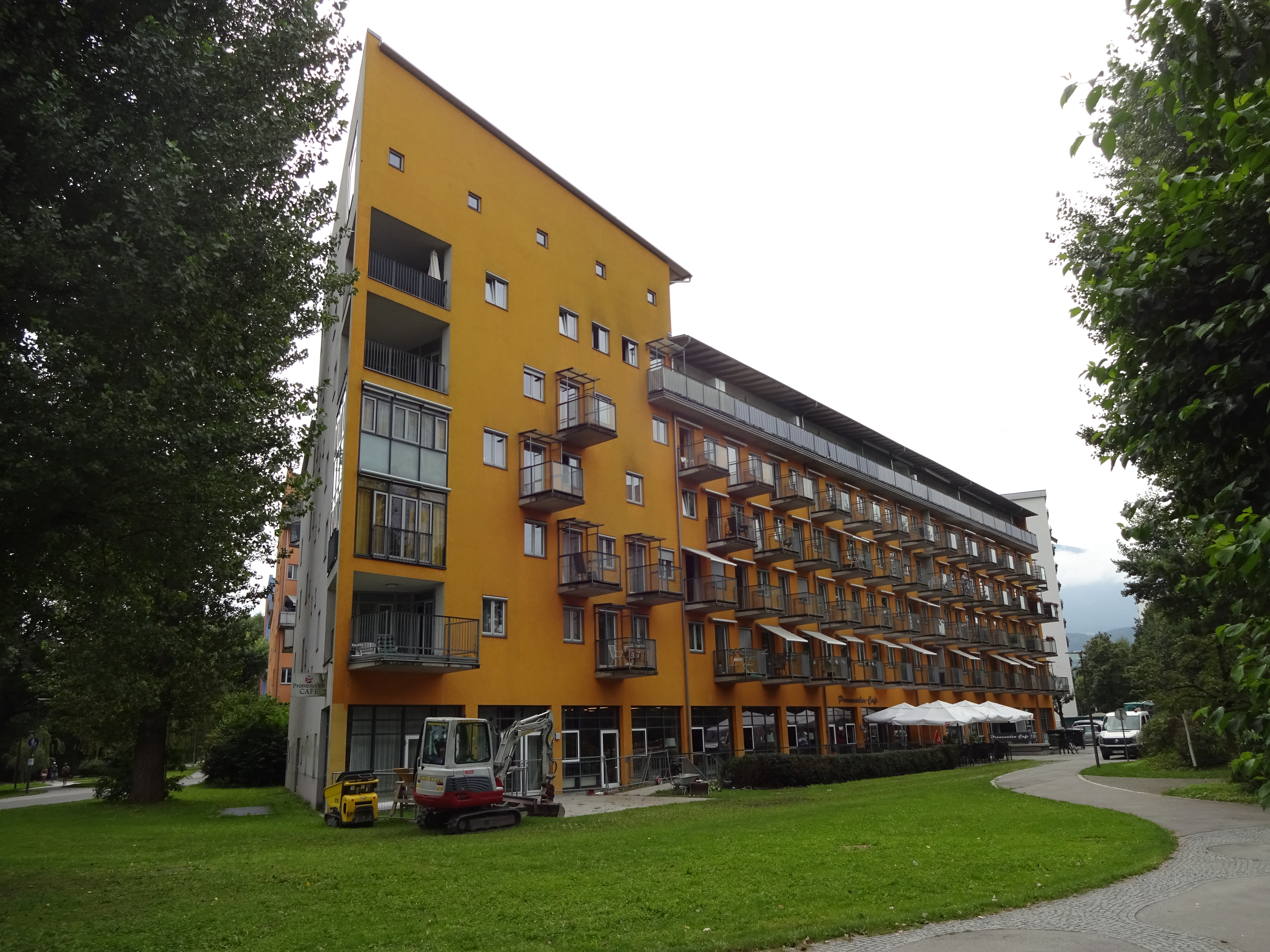
Wohnheim Reichenau

Die Wohnanlage Reichenau befindet sich in der Reichenau, einem Stadtteil von Innsbruck (Reichenauer Straße 125–141). Sie wurde 1999 nach Plänen der deutschen Architekten Otto Steidle und Bernd Jungbauer errichtet.

## Architektur
1993 gewannen die Architekten Steidle und Jungbauer den Realisierungswettbewerb für eine Wohnanlage mit Altenpflegeheim, 196 Wohnungen und 200 Tiefgaragenstellplätze am Inn. 1997 wurde mit den Bauarbeiten auf dem Areal des ehemaligen Campingplatzes begonnen und 1999 wurde die Anlage fertiggestellt. Städtebaulich wird die Reichenauer Straße mit einem Riegel geschlossen. Strenge ost- und westorientierte Zeilen werden kammartig mit dem Riegel verbunden und enden jeweils in einem Hochpunkt. Diese Struktur ermöglicht spannende Hofsituationen und eine Qualität für ihre Bewohner. Die vier Hochpunkte, die an der Flussseite situiert sind, sind die Merkzeichen der Anlage am Inn. Das Farbkonzept der gesamten Wohnanlage gestaltete der Berliner Künstler Erich Wiesner.

## Projektbeteiligte
- Architekten: Architekturwerkstatt Steidle / Jungbauer[2], Mitarbeiter: Florian Nagler
- Tragwerksplaner: Mac Wallnöver[3]
- Farbkünstler: Erich Wiesner
- Bauherr: WE – Wohnungseigentum GmbH[4]

## Nachlass
Die gesamten Planunterlagen der Architekten wurde dem Architekturmuseum der Technischen Universität München und die fotografische Dokumentation von Margherita Spiluttini wurde dem Architekturzentrum Wien nachgelassen.